# فوجيمي (سايتاما)
مدينة فوجيمي (بالإنجليزية: Fujimi)‏ هي أحد المدن التابعة لمحافظة سايتاما. تأسست رسميًا في 10/04/1972. ويقدر عدد سكانها بـ 105286 نسمة حسب تقدير مكتب الإحصاء الياباني لعام 2012. تبلغ مساحة فوجيمي 19.7 كم2. بكثافة سكانية تبلغ 5344 نسمة/كم2.

## توأمة
لفوجيمي (سايتاما) اتفاقيات توأمة مع كل من:
- شاباتس
- فا

## أعلام
- تاكانوري سوقانو
- يومي ماتسوزاوا
- يوكي فوجي